# 德特勒夫·基特施泰因
德特勒夫·基特施泰因（德語：Detlev Kittstein，1944年2月24日—），德国男子曲棍球运动员。他曾代表西德参加1968年和1972年夏季奥林匹克运动会曲棍球比赛，其中1972年奥运会获得一枚金牌。